# Maci Laci mágikus repülése
A Maci Laci mágikus repülése (eredeti cím: Yogi Bear and the Magical Flight of the Spruce Goose) 1987-ben bemutatott amerikai televíziós rajzfilm, amelyet Ray Patterson rendezett. Az animációs játékfilm producerei Jeff Hall és Bernard Wolf. A forgatókönyvet Harry Love és Dennis Marks írta, a zenéjét Sven Libaek szerezte. A tévéfilm a Hanna-Barbera gyártásában készült. Műfaja kalandos fantasy filmvígjáték.
Amerikban 1987. november 22-én a Syndication csatornán mutatták be a televízióban, Magyarországon 1993-ban adták ki VHS-en.

## Szereplők
| Szereplő        | Eredeti hang       | Magyar hang     |
| --------------- | ------------------ | --------------- |
| Maci Laci       | Daws Butler        | Vajda László    |
| Foxi Maxi       | Daws Butler        | Harsányi Gábor  |
| Nyegleó         | Daws Butler        | Szacsvay László |
| Pecsenye paci   | Daws Butler        | Schnell Ádám    |
| Tacskó          | Daws Butler        | Tímár Andor     |
| Bubu            | Don Messick        | Bolba Tamás     |
| Mardel          | Don Messick        | Várkonyi András |
| Tacsi papa      | John Stephenson    | Kristóf Tibor   |
| Pelikán         | John Stephenson    | Bartucz Attila  |
| Bernice         | Marilyn Schreffler | Biró Anikó      |
| Gézengúz Guszti | Paul Winchell      | Kautzky József  |
| Firkin          | Dave Coulier       | Tóth Tamás      |
| Merkin          | Frank Welker       | Szűcs Sándor    |

További magyar hangok: Garai Róbert, Imre István, Rudas István, Vennes Emmy